# Protocolo de Corfú

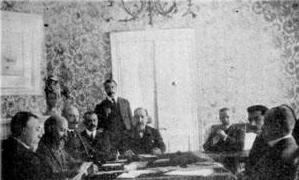
Negociaciones en Corfú que condujeron al "Protocolo de Corfú" que reconoció la autonomía del norte de Epiro.

El protocolo de Corfú (en griego: Πρωτόκολλο της Κέρκυρας, en albanés: Protokolli i Korfuzit), firmado el 17 de mayo de 1914, fue un acuerdo entre los representantes del gobierno albanés y del Gobierno Provisional del Epiro del Norte, que reconoció oficialmente el área del Epiro del Norte como una región autónoma autogobernada bajo la soberanía del príncipe del recién creado Principado de Albania. El acuerdo concedió a los griegos de los distritos de Korytsa y Argyrokastro, que formaban el Epiro del Norte, una amplia autonomía religiosa, educativa, cultural y política, dentro de las fronteras del Estado albanés.
Tras el fin de las Guerras de los Balcanes (1912-1913), los tratados de paz subsiguientes cedieron la región a Albania. Esta serie de acontecimientos catalizaron una revuelta entre los griegos locales, lo que llevó a la declaración de independencia del Epiro del Norte el 28 de febrero de 1914. La Comisión Internacional de Control, una organización responsable de asegurar la paz y la estabilidad en la región, intervino finalmente, y el protocolo de Corfú fue firmado el 17 de mayo de 1914. Sin embargo, los términos del protocolo nunca se aplicarían en virtud de la situación políticamente inestable en Albania tras la eclosión de la Primera Guerra Mundial, y acabó siendo anulada en 1921 durante la Conferencia de Embajadores.